# Geschlitztblattähnlicher Löwenzahn
Der Geschlitztblattähnliche Löwenzahn (Taraxacum lacistophylloides) ist eine Pflanzenart in der Gruppe der Schwielen-Löwenzähne (Taraxacum sect. Erythrosperma).

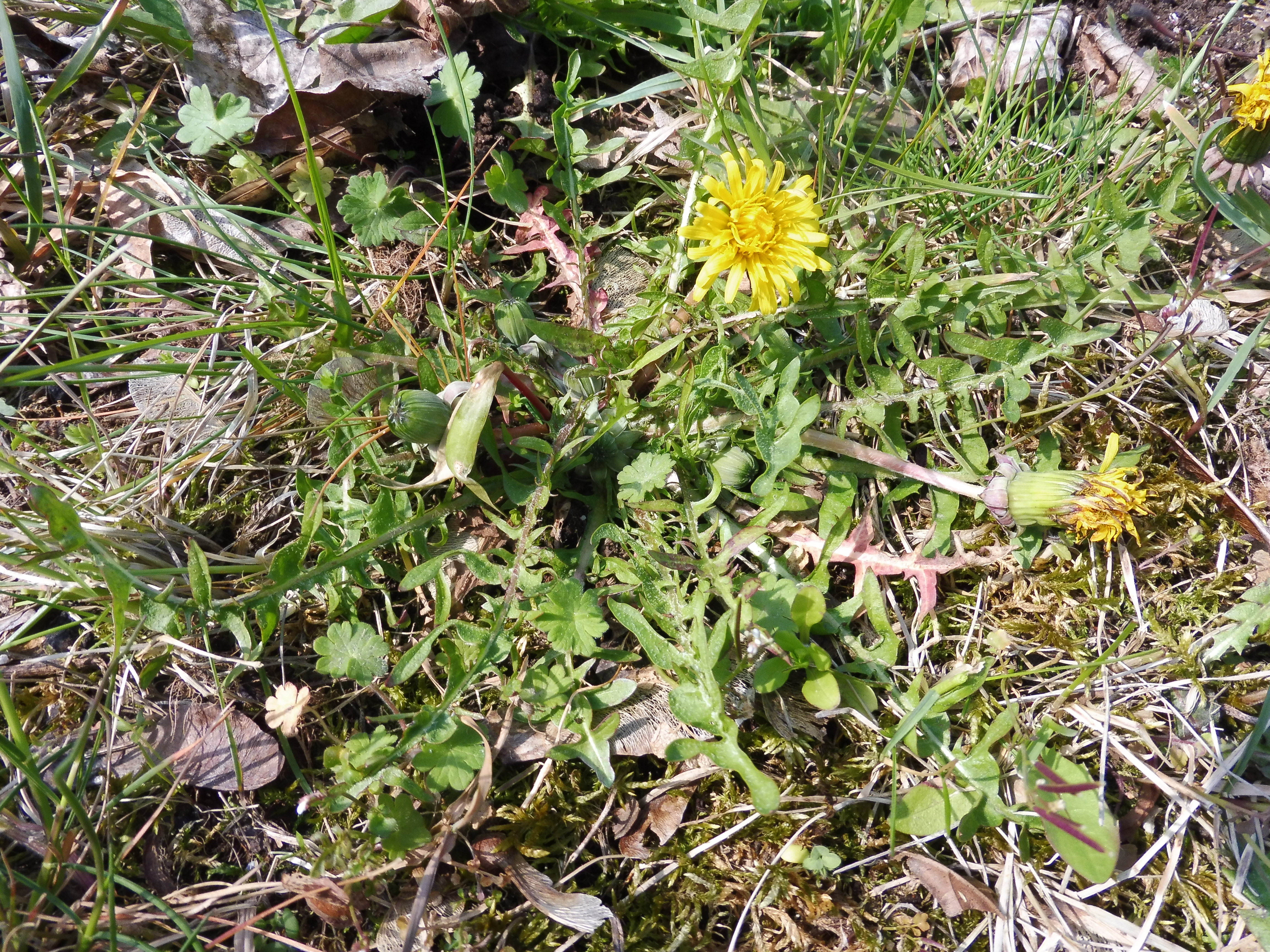
Habitusaufnahme Taraxacum lacistophylloides, Karlsruhe-Neureut, An der Sandgrube

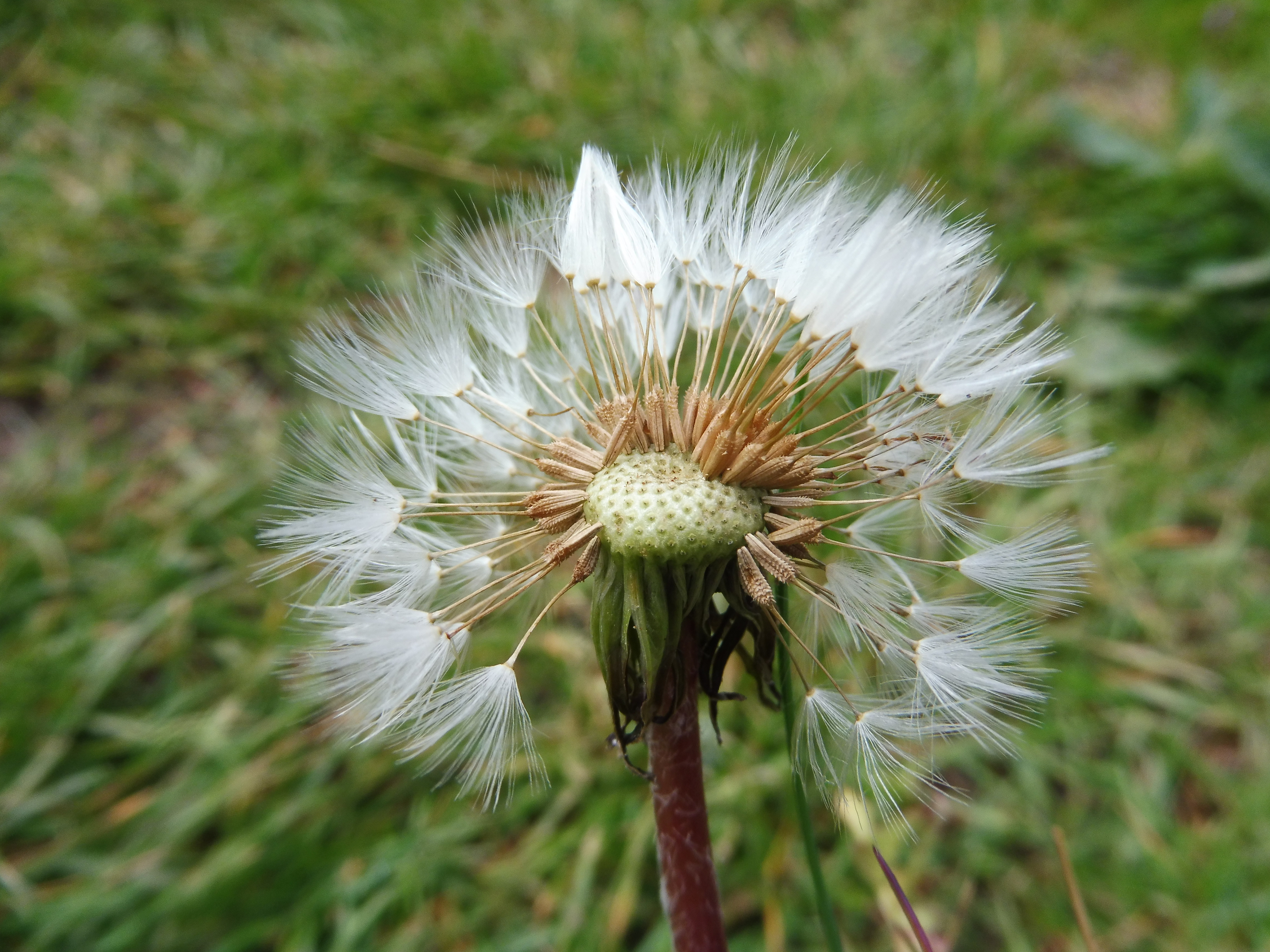
Achänen des Geschlitzblattähnlichen Löwenzahns an einem Fundplatz bei Karlsruhe

## Erscheinungsbild
Taraxacum lacistophylloides ist eine mehrjährige, krautige Pflanze. Die Laubblätter sind grün, gelappt, die Seitenlappen abstehend, genauso wie der Endlappen spatelförmig. Der Geschlitzblattähnliche Löwenzahn hat rotbraune Blattstiele. Die äußeren Hüllblätter sind eilanzettlich zurückgebogen, unbehaart, weiß berandet und nur zum Teil verdickt bis gehöckert. Die Narben der Blüten sind grünlich.
Die Achänen (Fruchtkörper) der Fruchtstände sind bei Taraxacum lacistophylloides beige- bis lachsfarben und vermittelt so zu Arten der Gattung Taraxacum sect. Taraxacum.
Die Pflanze blüht von Mitte bis Ende April, in warmen Jahren auch etwas früher.
Die Chromosomenzahl beträgt 2n = 24.

## Erstbeschreibung
Taraxacum lacistophylloides wurde 1933 von dem schwedischen Botaniker Gustav Adolf Hugo Dahlstedt (1856–1934) erstbeschrieben. Die Artnamen Taraxacum pseudolacistophyllum und Taraxacum affine Haglund sind möglicherweise synonym, andere Botaniker betrachten diesen Artnamen aber als synonym zur weiterhin als eigenständige Art erachteten Taraxacum pseudolacistophyllum Soest.

## Verbreitung
Der Geschlitztblattähnliche Löwenzahn kommt vor allem im mittleren und südlichen Europa vor. Nachweise sind unter anderem aus der Schweiz, Italien, Österreich, Frankreich, Belgien und Tschechien bekannt. Vorkommen sind ferner aus Dänemark und Großbritannien belegt.

## Verbreitung in Deutschland
In Deutschland ist er im Norden ein sehr seltener Schwielen-Löwenzahn. Im Süden wird er häufiger, ist aber dennoch selten. Aus Bayern sind keine Nachweise bekannt. In Baden-Württemberg ist er nur im Rheintal zu finden. In Rheinland-Pfalz steigt das Taraxacum lacistophylloides auch den Pfälzerwald hinauf.

## Standortansprüche
Der Geschlitztblattähnliche Löwenzahn wächst bevorzugt in nährstoffreichen Ruderalplätzen und -rasen, an Wegrändern und temporären Parkplätzen. Nur selten auch im Trockenrasen.

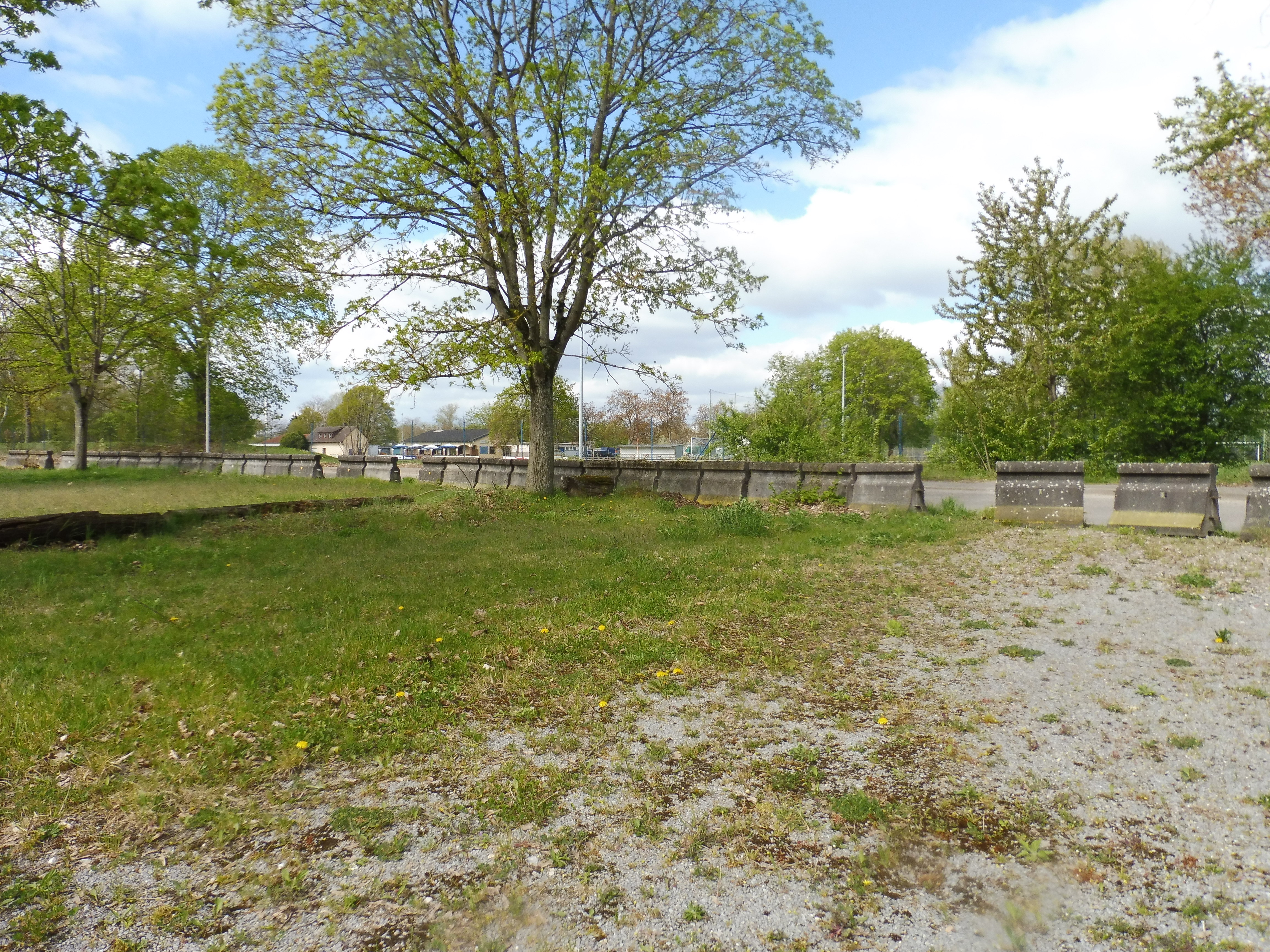
Temporärer Parkplatz – Lebensraum von Taraxacum lacistophylloides

## Artenschutz
Die Art bedarf aufgrund ihrer Seltenheit des Naturschutzes. Da sie oft an Stellen vorkommt, die auf den ersten Blick weniger schutzwürdig sind (vom Menschen genutzte Plätze), sind konkrete Schutzmaßnahmen jedoch schwierig.